# Mikulášovy průšvihy
Mikulášovy průšvihy, francouzsky Le petit Nicolas a des ennuis, je pátá knížka ze série Malý Mikuláš, kterou napsal francouzský spisovatel René Goscinny a ilustroval Jean-Jacques Sempé. Do češtiny knihu přeložila Tamara Sýkorová-Řezáčová a vydalo nakladatelství BB art v roce 1997.

## Příběhy
- Jáchym má trápení
- Dopis
- Cena peněz
- Byli jsme s tatínkem nakupovat
- Židle
- Baterka
- Ruleta
- Přijela k nám bábinka
- Dopravní předpisy
- Názorné vyučování
- Večeře jen tak po domácku
- Tombola
- Odznak
- Výstraha
- Jonáš
- Křída